# Pirata subpiraticus
Pirata subpiraticus là một loài nhện trong họ Lycosidae.
Loài này thuộc chi Pirata. Pirata subpiraticus được Friedrich Wilhelm Bösenberg & Embrik Strand miêu tả năm 1906.